# Église Saint-Nazaire d'Azay-le-Ferron
Pour les articles homonymes, voir Église Saint-Nazaire et Saint Nazaire.
L'église Saint-Nazaire d'Azay-le-Ferron est une église catholique française. Elle est située sur le territoire de la commune d'Azay-le-Ferron, dans le département de l'Indre, en région Centre-Val de Loire.

## Situation
L'église se trouve dans la commune d'Azay-le-Ferron, à l'ouest du département de l'Indre, en région Centre-Val de Loire. Elle est située dans la région naturelle de la Brenne. L'église dépend de l'archidiocèse de Bourges, du doyenné de Brenne-Touraine et de la paroisse de Mézières-en-Brenne.

## Histoire
L'église fut construite au XIIe siècle. L'édifice est inscrit au titre des monuments historiques, le 5 juillet 1927.

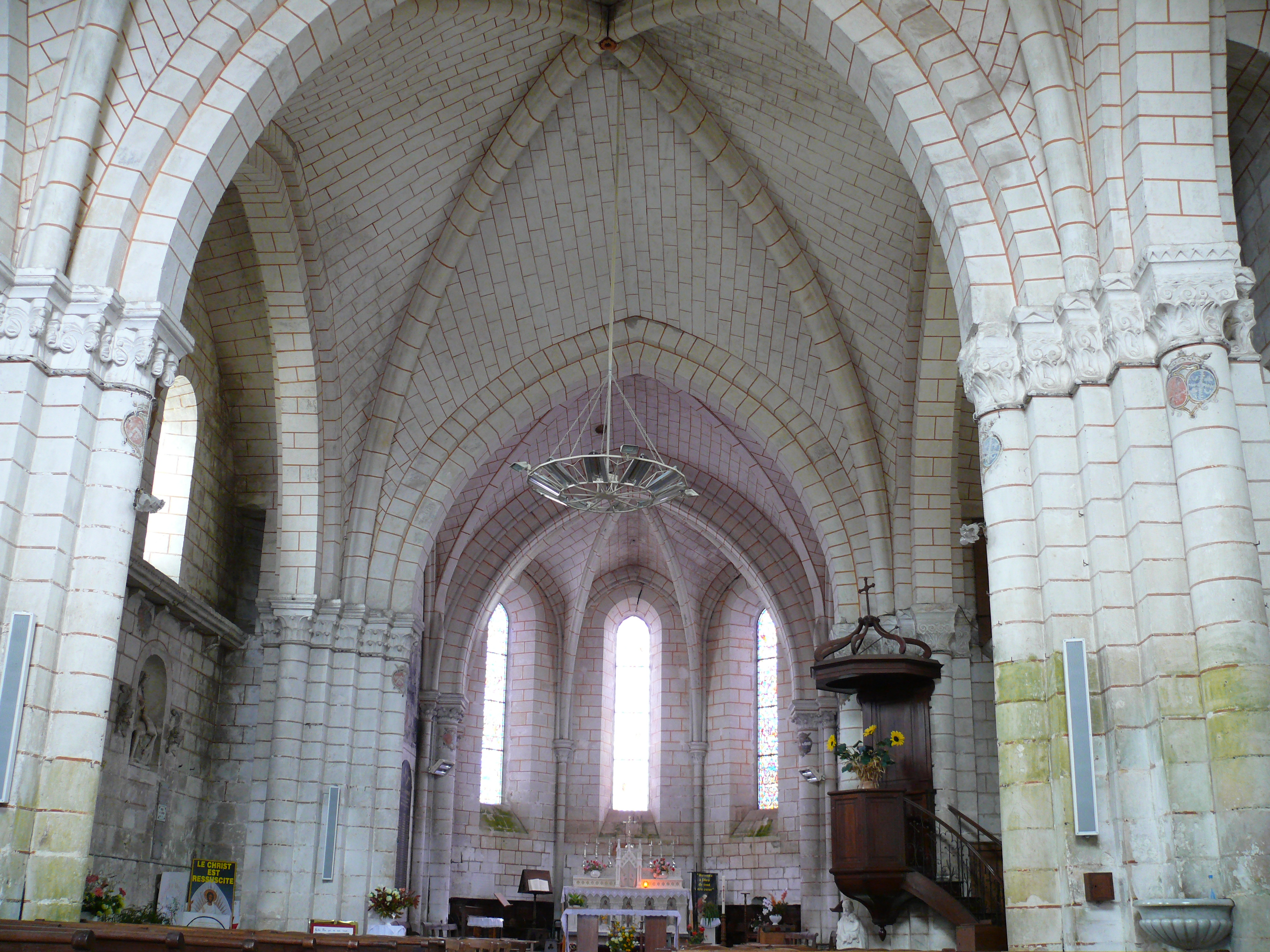
La nef, en 2010.